# NGC 2438

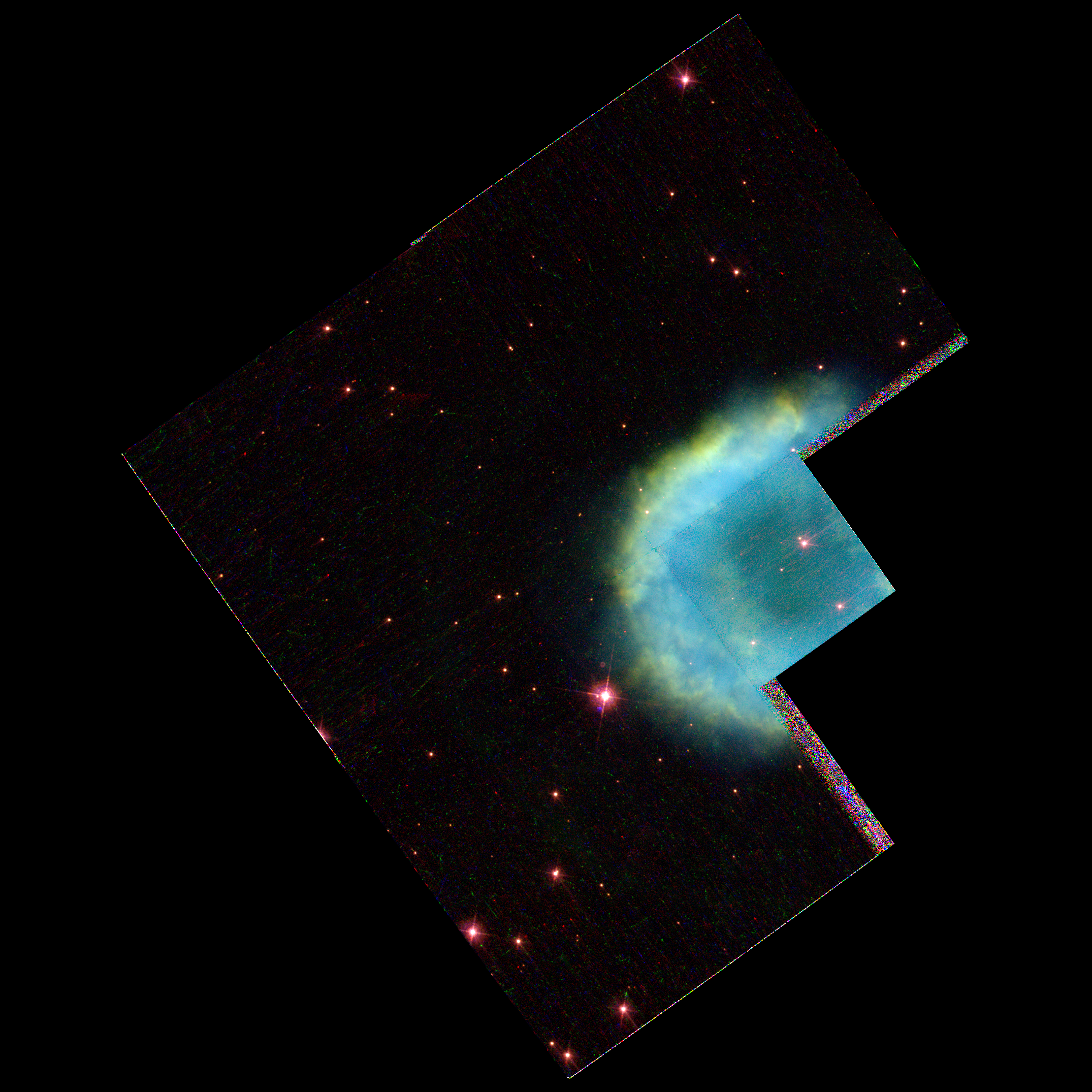
صورة من تلسكوب هابل الفضائي بألوان اختيارية، سجلت بمرشحات ضوئية للخطوط الطيفية : 502 نانومتر (OIII) أزرق، و 656 نانومتر (Hα) أخضر و 672 نانومتر (SII) أحمر.

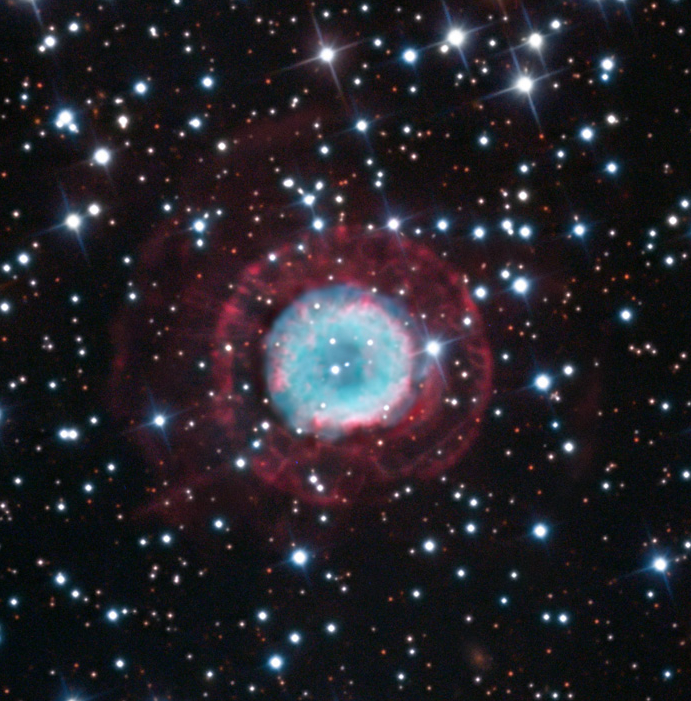

إن جي سي 2438 في علم الفلك (بالإنجليزية : NGC 2438 ) هو سديم كوكبي ، يبعد عنا نحو 3.000 سنة ضوئية ويرى في كوكبة الكوثل. اكتشفه وليام هيرشل يوم 19 مارس 1786.
ويبدو السديم الكوكبي إن جي سي 2438 في داخل التجمع النجمي مسييه 46 ولكنه لا ينتمي إليهم حيث أن سرعته الشعاعية في السماء لا تتناسب مع حركة التجمع النجمي. . تلك الحالة تماثل حالة سابقة وجدها العلماء مع إن جي سي 2818 .

تشير قياسات استغرقت طويلا من الزمن أن هذا الجرم السماوي له هالة مجرية 
بينما جزئه الذي يبدو واضحا ربما يرجع إلى موت عملاق أحمر في مركزه.
القزم الأبيض الموجود في مركز NGC 2438 يتألق بقدر ظاهري 17,7 .

## اقرأ أيضا
- إن جي سي 2818
- خماسية ستيفان

## وصلات خارجية
- Nemiroff، R.؛ Bonnell، J. (المحررون). صورة اليوم الفلكية. ناسا http://apod.nasa.gov/apod/ap. {{استشهاد ويب}}: الوسيط |title= غير موجود أو فارغ (مساعدة)
- Astronomie.de
- GoBlack